# David Aichler
David Aichler (Mindelheim, 1545 – Andechs, 25 febbraio 1596) è stato un abate tedesco.
Monaco benedettino del '500, fu abate di Andechs; si oppose strenuamente alla Riforma Luterana.